# Çërrava
Çërrava falu és alközség Albánia délkeleti részén, Pogradectől légvonalban 8, közúton 11 kilométerre délkeleti irányban. Korça megyén és Pogradec községen belül Çërrava alközség központja, amelynek további települései Alarup, Blaca (Bllaca), Bletas, Grabovica, Kodras, Leshnica, Lumas, Nizhavec, Pretusha és Qershiza. A 2011-es népszámlálás alapján Çërrava alközség népessége 7009 fő.

## Fekvése
Çërrava az Ohridi-tó déli előterében fekszik. Keleten a Thatë-hegység (Mal i Thatë, ’Száraz-hegység’) 1500–2200 méter magas vonulatai uralják a tájat, melynek legmagasabb pontja, a 2287 méteres Pus-fennsík (Pllaja e Pusit, ’Kút-fennsík’) az alközség keleti határánál emelkedik. A tengerszint feletti magasság Alarup és Bletas térségében csökken 1000 méterre, ettől nyugatra a Çërravai-hegyláb (Prag i Çërravës) néven is ismert középhegység határozza meg a vidéket. Çërrava és Qershiza között húzódik a Çërrava-patak délnyugat–északkeleti irányú völgye, amely az Ohridi-tóba vezeti el a patak vizét. A Tiranát Elbasanon keresztül Korçával összekötő SH3-as jelű főút a Leshnicától északra lévő Plloçai-hágónál (Qafa e Plloçës) lép az alközség területére, és vezet tovább déli irányban.

## Története és nevezetességei
Az első világháborúban 1917 szeptemberétől a háború végéig a területet elfoglaló francia hadsereg egyik hadoszlopát állomásoztatták Blacánál. A második világháborúban az országot megszálló olaszok egy zászlóalja Çërravában rendezte be helyőrségét, de az olasz–görög front megnyitását követően, 1940. november 30-án a görög hadsereg vette át a helyüket. Görögország 1941. áprilisi német megszállását követően ismét olasz megszállás alatt állt a terület. A környéken tevékenykedő gerillák egy csoportja 1942. január 16-án megtámadta a çërravai helyőrséget, az olasz zászlóaljat megsemmisítették, a katonai célú épületeket pedig porig égették. Az olasz hadsereg bosszúból a földdel tette egyenlővé Çërravát és Leshnicát, több száz polgári lakos esett az öldöklés áldozatául. A 20. század második felében Alarupnál barnakőszénbányát működtettek.
A terület egyetlen műemlékvédelem alatt álló, egyúttal legrégibb építészeti emléke a késő ókori eredetű blacai várrom.